# 魚紋副唇魚
魚紋副唇魚，為輻鰭魚綱鱸形目隆頭魚亞目隆頭魚科的其中一種，分布於西印度洋的模里西斯海域，棲息深度可達35公尺，體長可達5.7公分，棲息在沙石底質海域，生活習性不明。

## 擴展閱讀
維基物種上的相關：魚紋副唇魚